# ینگی‌کند (اغوز یبغو)
ینگی‌کند یا ینگی‌کنت (ترکی استانبولی: Yengi-kend) (به زبان تُرکی به معنی شهر جدید) شهری متروک در شرق دریای آرال در قزاقستان مدرن است. از نوشته‌های عربی قرن دهم میلادی به عنوان پایتخت امپراتوری استپی ترکان اوغوز یعنی دولت اغوز یبغو شناخته شده‌است. تحقیقات باستان‌شناسی اطلاعاتی در مورد شکل ظاهری شهر فراهم کرده و تاریخ را تأیید می‌کند، اما همچنین به ریشه‌های قبلی اشاره دارد.

## معرفی
ینگی‌کند در ساحل سمت چپ رودخانه سیر دریا واقع شده‌است، حدود ۲۵ کیلومتر جنوب‌غربی از شهر غزالی، در منطقه غزالی استان قزل‌اوردا در قزاقستان. امروز این یک بنای تاریخی برنامه‌ریزی شده‌است که با خرابه‌های دیوارهایی مشخص شده که در مکان‌هایی تا ۷ متر ارتفاع دارند و منطقه‌ای به وسعت چهل هکتار را در دلتای رودخانه خشک شده سیردریا محصور می‌کنند. عناصر قابل رویت طرح‌بندی عبارتند از: یک مدار دیواری کاملاً مستطیل شکل جهت دار شرق شرقی، که با یک «میله عرضی» شرقی به شکل T درآمده است. چیدمان منظم در نیمه غربی فضای داخلی؛ دروازه در دیوارهای شرقی و غربی. یک «ارگ» جداگانه در گوشه شمال غربی محصور شده‌است. یک ضمیمه نیم دایره متصل به دیوار شمالی؛ و یک تپه کم ارتفاع در خارج از دروازه شرقی وجود یک ساختار خارجی را نشان می‌دهد.

## شواهد تاریخی

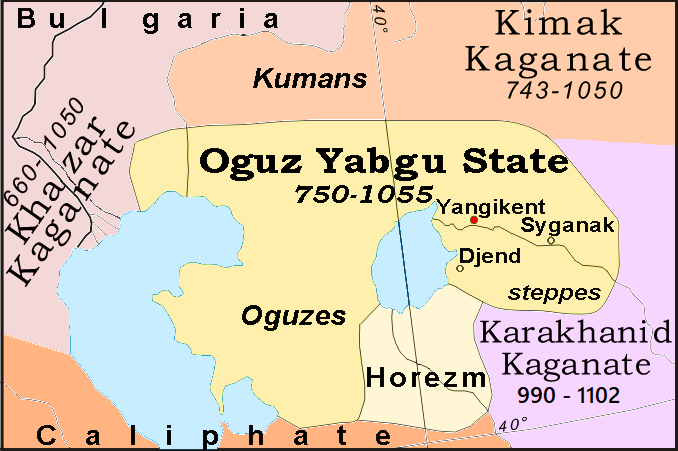
ینگی کند شهری متروک در شرق دریای آرال است.

جغرافی‌دانان عرب قرن دهم مانند مسعودی و شریف ادریسی از شهری در اوغوز به نام ینگی‌کند یاد می‌کنند، دو منبع (ابن رسته و ابن حوقل) حتی آن را پایتخت اوغوز یبغو می‌نامند. از اوایل دهه ۱۹۲۰، شرق‌شناس وی.وی. بارتولد این شهر را به عنوان مکان تاریخی ینگی‌کنت معرفی کرد. این شهر همچنین به عنوان شهر اصلی قهرمان فرهنگی قزاقستان دده‌قورقود شناخته می‌شود.

## شواهد باستان‌شناسی

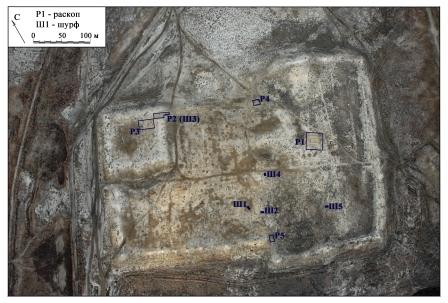
عکس هوایی از ینگی‌کند، با مکان‌های بخش‌های باستان‌شناسی ۲۰۰۵–۲۰۱۴

اولین بار در اوایل قرن نوزدهم توسط توپوگرافیست ارتش روسیه از ینگی‌کند نام برده شد و خاورشناس پی. لرخ در سال ۱۸۶۷ از آن بازدید کرد. در سال ۱۹۴۶، تیمی از کراسمیان این سایت را بررسی کردند و از طریق آسمان از آن تثویربرداری کردند. بر اساس نقشه سایت و یافته‌های جمع‌آوری شده در این بازدید، مدیر اعزامی (تولستف) تاریخ ینگی‌کند را به قرن‌های اول - یازدهم میلادی ارتباط داد.
کاوش‌های سیستماتیک از سال ۲۰۰۵ توسط تیم‌های مختلف، عمدتاً مؤسسه مردم‌شناسی و انسان‌شناسی، آکادمی علوم روسیه (IEA RAN، مسکو) با دانشگاه دولتی ددهقورقود (کورکوت آتا) قزل‌اوردا (قزاقستان) و دانشگاه توبینگن (آلمان) در ینگی‌کند انجام شده‌است و مؤسسه باستان‌شناسی مارگولان، وزارت آموزش و پرورش و علوم قزاقستان (MON)، بعداً شعبه تجاری آن «تخصص باستان‌شناسی» (آلماتی، قزاقستان)، با دانشگاه دولتی پاولودار (قزاقستان).

### شهر پایینی

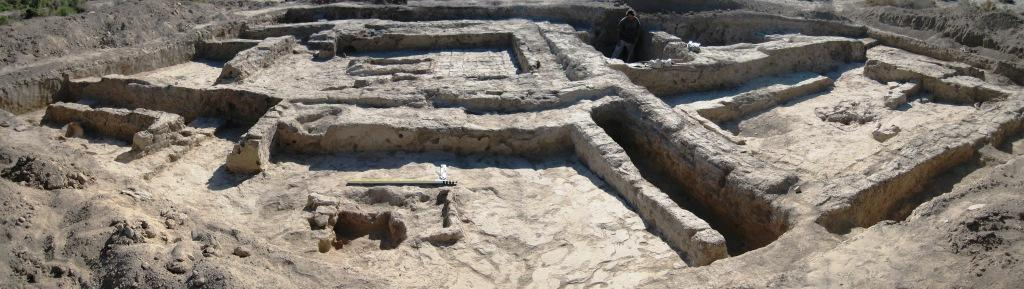
تصویر ترکیبی از ساختمان در سالهای ۲۰۰۵–۲۰۰۶ در شهر پایین ینگی‌کند کشف شده‌است

در مرکز شهر، اکتشافات اساسی در ترانشه P1 شامل یک منطقه ساخته شده (محل زندگی) با طرح بندی به سبک آسیای مرکزی در امتداد یک خیابان و یک کارگاه فلزی احتمالی بود که همگی مربوط به قرن نهم و دهم میلادی بر اساس سکه‌های یافت شده‌است. کاوش‌های بعدی در این منطقه از سال ۲۰۱۱ تاکنون با عمق بیشتری انجام شده و چندین مرحله ساختمانی از اوایل آن آشکار شده‌است.

### ارگ

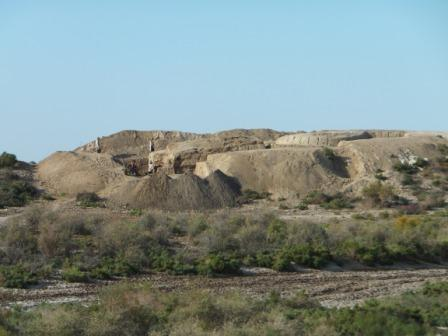
نمای ارگ ینگی‌کند از شمال، با برج گوشه ای کشف شده (عکس H. Härke 2013)

در محل اتصال دیوار ارگ و دیوار شهر شمالی (ترانشه P2)، لایه‌های اشغال با طبقه‌بندی پیچیده توسط تیم روسی-قزاقستان-آلمان تا عمق بیش از ۸ متر از بالای فعلی منطقه دیوار ارگ پیدا شد. کربن رادیوکربن حاصل از این ترانشه محدوده ای (کالری) AD 786/923 تا ۹۶۱/۱۰۹۵ را تولید کرد. امتداد ترانشه در بالای دیوار ارگ از سال ۲۰۱۲ برج‌های نیمه دایره ای بر روی دیوار را کشف کرده‌است. در سال ۲۰۱۹، یک ظرف سفالی قرن ۹/۱۰ از خارج پایه شمالی دیوار ارگ کشف شد که حاوی سه تخم مرغ بود که روی آنها عربی نوشته شده‌است.
گزارش شده‌است که کارهای میدانی در داخل ارگ (گودال P3) توسط تیم‌های آلماتی و پاولودار تنها دو لایه از تاریخ قرن نهم و دهم را کشف کرده‌است که در قسمت پایین آن بقایای ساختمان و یک خیابان تولید شده‌است. عدم انتشار دقیق مانع تأیید مستقل این ادعاها می‌شود.

### دیوارهای شهر

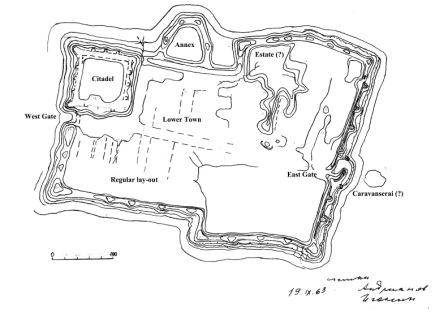
طرح ینگی‌کند توسط Chorasmian Expedition (1963)، با حاشیه نویسی‌های اضافی که عناصر شهر را نشان می‌دهد (I.A. Arzhantseva 2015)

یک سنگر در پیچ و خم دیواره جنوبی شهر (ترانشه P5) ثابت کرد که طرح T شکل مدار دیواره بخشی از طرح اصلی بود، شبیه به محفظه‌های قبلی در جنوب در تمدن همسایه خوارزم. لایه‌های اسکان با ظروف سفالی قرن ۷/۸ در اینجا در زیر پایه دیواره شهر پیدا شده‌است، که توسط تاریخ رادیوکربن برای این سنگر از (کال) 674/799 AD تا ۹۰۶/۱۰۵۷ تأیید شده‌است. در گزارش خلاصه ای از تیم‌های آلماتی و پاولودار به‌طور خلاصه یک سنگر قبلی (P4) در پیچ مربوط به دیوار شمالی ذکر شده، اما مستند نشده‌است.

### ژئوفیزیک، ژئومورفولوژی، خاک‌شناسی
از سال ۲۰۱۱، تیمی از دانشگاه دولتی مسکو چندین روش بررسی غیر مخرب را در بخشهای وسیعی از سایت اعمال کرده‌است. نتایج نشان می‌دهد که داخل ارگ احتمالاً در یک ارتفاع طبیعی قرار داشته‌است. بر خلاف مجتمع‌های بزرگتر ساختمانی در یک آرایش شل در نیمه شرقی، چیدمان منظم و متراکم ساختمانها در بیشتر قسمتهای نیمه غربی داخلی وجود داشت. پیوست متصل به دیوار شهر شمالی کاملاً خالی است. در سال ۲۰۱۹، یک تیم ژئومورفولوژی-پدولوژی مسکو مسیریابی مکانیکی را روی یک شبکه در سراسر سایت انجام داد. نتایج اولیه شامل طبقه‌بندی عمیق لایه‌های فرهنگی چند متری پایین در بیشتر هسته‌ها است. ویژگی منظم بزرگ در داخل دیوار شمالی یک «املاک» نیست (همان‌طور که در ابتدا تصور می‌شد)، بلکه یک سکوی عظیم خشت است؛ و ساختار قابل توجه خارج از دروازه شرقی، که فرض می‌شود بقایای کاروانسرا باشد، یک جزیره طبیعی در بستر رودخانه (اکنون خشک) است که قدمت آن قبل از آغاز استقرار در ینگی‌کند است.

## وضعیت فعلی دانسته‌ها

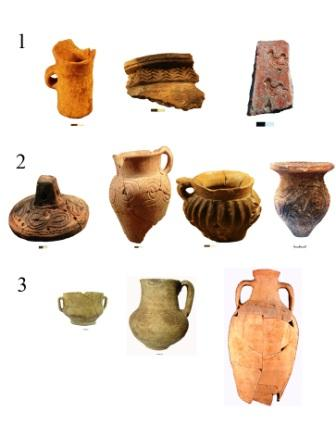
انواع ظروف سفالی که در لایه‌های ۹ و ۱۰ میلادی ینگی‌کند یافت می‌شود: (ایجاد شده توسط I.A. Arzhantseva 2012)

بر اساس یافته‌های از سال ۲۰۱۱، تیم روسی-قزاقستانی-آلمانی نشان می‌دهد که اولین محل اسکان در این مکان در قرن ۷ توسط جمعیت کوچ‌نشین ژتیاسار بنیان نهاده‌است. این مصادف با آغاز فعالیت‌های تجاری در امتداد شاخه اولیه قرون وسطایی جاده ابریشم شمالی بود که از این منطقه عبور می‌کرد. شهر محصور ینگی‌کند سپس در قرن نهم یا دهم، مدتی پس از ورود ترکان اغوز به استپ‌های شمال سیر دریا ساخته شد. ممکن است جمعیت شهر مخلوط شده باشد زیرا فرهنگ مادی موجود در این مکان از سه لایه مختلف فرهنگی ناشی می‌شود: عشایر اوغوز، فرهنگ ساکن ژتیاسار و تمدن خوارزمیان. در قرون ۱۰ و ۱۱، این شهر پایتخت دولت اغوز یبغو بود، و به احتمال زیاد این شهر همچنین به عنوان یک مرکز تجارت و صنایع دستی برای جمعیت عمدتاً عشایری این شهر که در تقاطع جاده ابریشم شمالی با مسیر کاروان شمال به جنوب از منطقه ولگا به خوارزم.
این شهر مدتی بین قرن ۱۲ و ۱۴ میلادی به دلایل نامعلومی متروک شد، شاید به دلیل تغییر کانال‌های رودخانه در دلتای سیر-دریا، تغییر در الگوهای تجاری، یا به دلیل تحولات سیاسی. سلجوق‌بیگ و قبیله قنیق به ایران رفتند تا دولت مسلمان خود را که سرانجام به امپراتوری بزرگ سلجوقی تبدیل می‌شود، ایجاد کنند.